# Manfredo Manfredi (Papyrologe)
Manfredo Manfredi (* 13. Dezember 1925 in Aulla; † 4. Dezember 2011 in Florenz) war ein italienischer Papyrologe.

## Leben
Seit 1964 nahm er an den Ausgrabungskampagnen des Florentiner Papyrologischen Instituts in Ägypten teil. Er leitete von 1968 bis 1998 das Istituto Papirologico „Girolamo Vitelli“.

## Schriften (Auswahl)
- PFlor. 115. Florenz 1974, OCLC 1225203911.
- Papiri dell’Odissea. Seminario papirologico 1977–78. Florenz 1979, OCLC 682462941.
- Papiri dell’Iliade. Florenz 2000, ISBN 88-87829-19-5.